# Chlorissa afflictaria
Chlorissa afflictaria là một loài bướm đêm trong họ Geometridae.